# Hyllisia quadriflavicollis
Hyllisia quadriflavicollis är en skalbaggsart som beskrevs av Stefan von Breuning 1957. Hyllisia quadriflavicollis ingår i släktet Hyllisia och familjen långhorningar.
Artens utbredningsområde är Madagaskar. Inga underarter finns listade i Catalogue of Life.